# Proto-Hakka
Il proto-Hakka è una proto-lingua da cui derivano tutti i dialetti Hakka. Siccome non è attestata, è stata ricostruita attraverso la comparazione linguistica dei suoni tra le lingue Hakka viventi e le loro attestazioni più antiche.
Il proto-Hakka, in base al nome con cui lo indica il linguista Weldon South Coblin, è noto anche come "neo-Hakka comune" (Common Neo-Hakka, CNH) specificatamente per distinguerlo da una fase proto-linguistica precedente, detta paleo-Hakka (老客家話), a cui si aggiungerebbe una fase proto-linguistica di mezzo, il proto-Hakka-She.
Il proto-Hakka può anche essere indicato dalla sigla "pHak" se si forma per parallelismo con quella del proto-Min, "pMin".

## Storia

### Contesto storico e linguistico
La prima grande migrazione di massa di sinitici verso l'attuale sud della Cina avvenne alla nascita del primo impero cinese, sotto la dinastia Qin: l'imperatore Qin ordinò a 5 armate, per un totale di 500.000 uomini, di marciare e stabilirsi nel sud della Cina per formare guarnigioni in delle colonie.
Una di queste armate, composta da 100.000 uomini, marciò fino ad arrivare all'odierna Ganzhou e Nankang, nei paraggi del fiume Gan. Successivamente, si spinse più a sud e fondò una serie di guarnigioni e colonie, che ospitavano anche i primi migranti civili.
Nel successivo periodo storico cinese, la dinastia Qin cadde e la dinastia Han prese il suo posto. L'ultimo periodo della dinastia, detto "dinastia Han orientale", è un periodo di guerre e decadenza; dopo la fine della dinastia nel 220, ci fu un nuovo periodo di divisione della Cina pieno di guerre. Solo per un breve periodo la dinastia Jin, di origine mongola, riuscì a riunificare la Cina. La dinastia Jin fu molto effimera siccome la morte del primo imperatore della dinastia Jin occidentale, l'imperatore Wu, fece scoppiare una guerra civile per la successione che indebolì il potere centrale. Durante questa guerra civile, detta "la Guerra degli otto principi", la capitale Luoyang venne saccheggiata nel 311 dagli Xiongnu; l'episodio sanguinoso e disastroso viene ricordato nella Storia come "il disastro di Yongjia" (永嘉之乱). Il successore di Wu, l'imperatore Hui, resse il potere durante la prima fase della guerra civile ma era un pupazzo in mano ai suoi reggenti siccome era mentalmente disabile e morì avvelenato dall'ultimo reggente. Il successore di Hui, l'imperatore Huai, venne catturato e avvelenato durante la guerra civile. Nel 316, una fazione della guerra civile conquistò un'altra grande città cinese, Chang'an/Xi'an venne catturata e l'ultimo imperatore dei Jin occidentali, Sima Ye, venne catturato e giustiziato. Quest'atto pose fine alla dinastia Jin e inaugurò un altro periodo di guerre sanguinose.
Nel 266, si parlava il cinese della dinastia Jin, di cui non esistono ricostruzioni. Precedentemente al cinese della dinastia Jin, si parlava il cinese degli Han orientali (LHan), che è una versione evoluta del cinese antico. A partire dal 420, viene invece individuato il primo cinese medio (EMC), attestato nei rimari (e.g., il Qieyun del 601 e il Guangyun del 1008) e ricostruito attraverso le pronunce sino-xeniche e i dati dei dialetti più conservativi; tuttavia, il Qieyun rappresenta il cinese letterario, basato su una pronuncia frutto di un compromesso tra le varietà del nord e del sud per leggere in modo corretto i classici della letteratura cinese. Il cinese degli Han orientali è stato ricostruito da Weldon Coblin (1983), mentre il primo cinese medio è stato ricostruito da Baxter (2011). L'EMC si presenta già come una lingua tonale; la tonogenesi è avvenuta per la perdita in coda di sillaba (apocope) di due suoni. La perdita di un'antica *-s del cinese antico, poi lenitasi in un'aspirazione *h- per debuccalizzazione durante il LHan, ha portato alla nascita del tono discendente in EMC, mentre la perdita di uno stacco glottale a fine sillaba in LHan ha portato alla nascita del tono ascendente in EMC.

### Dal paleo-Hakka al proto-Hakka-She
In questo contesto di guerre tra regni dalla dinastia Han orientale alla riunificazione della Cina sotto la dinastia Sui, la Cina del sud fu oggetto di numerose emigrazioni di profughi, per cui le colonie di cinesi continuarono a crescere. Tali immigrazioni non avvenivano solo per il desiderio di coltivare le terre fertili intorno al fiume Gan o per sfuggire ai lavori di corvée imposti dagli esattori delle tasse imperiali, ma avvenivano anche e soprattutto per sfuggire dalle guerre continue. Pertanto, le iniziali colonie e guarnigioni dell'esercito si ingrandirono. In questo contesto migratorio, nacque il paleo-Hakka o "cinese degli altipiani meridionali" (Chinese of Southern Highlands), una proto-lingua sinitica derivata dalla separazione da una varietà di cinese "pre-medievale", dunque sicuramente precedente al primo cinese medio (420-907).
Sempre durante queste migrazioni e questo periodo di ingrandimento delle colonie, i paleo-Hakka entrarono per la prima volta in contatto con un gruppo che abitava già le terre a sud della Cina, detto "She". La popolazione She, che parlava una propria lingua sinitica o austroasiatica, era un popolo semi-nomade che praticava l'agricoltura "slash-and-burn", per cui si limitavano a bruciare parti di un bosco per poi lasciare che la cenere concimasse il terreno ripulito. Dopo che il terreno veniva coltivato per massimo 2 anni, gli She cambiavano zona da coltivare e lasciavano ricrescere la foresta dove un tempo c'era il campo. Gli She avevano un modello agricolo molto diverso da quello dei paleo-Hakka, siccome questi ultimi erano sedentari e conoscevano numerose tecniche per fertilizzare un terreno senza bisogno di cambiarlo spesso e consideravano il terreno come una proprietà privata da coltivare per un periodo indefinito; di contro, gli immigrati cinesi all'arrivo nelle nuove terre a sud non conoscevano né il clima, né i terreni, né le specie coltivabili in quelle zone. La sillaba con cui gli She vengono indicati, 畬, indica un terreno coltivato (田) creato con la tecnica slash-and-burn, per cui lo stile agricolo di questo popolo aborigeno avrebbe contribuito a dargli il nome. Gli She erano diversi dai paleo-Hakka anche perché erano organizzati in clan senza un vertice, mentre i cinesi avevano vissuto sotto un imperatore o sotto dei sovrani durante i periodi di divisione della Cina in regni in lotta tra loro per il dominio totale. Il primo contatto tra gli She e i paleo-Hakka fu pacifico e gli She aiutarono gli immigrati a insediarsi passandogli le conoscenze sui terreni, sulle specie coltivabili e sulle tecniche di pulizia di un terreno non coltivato.
Il contatto tra i paleo-Hakka e gli She portò alla nascita di una proto-lingua nata da contatto e scambio linguistico, simile dunque a un pidgin poi adattato come lingua nativa e dunque creolizzato. Questa lingua è il proto-Hakka-She (PSH), detto anche "Hakka-She comune" e già nato entro il periodo della nuova riunificazione della Cina sotto al secondo periodo imperiale. Il contatto tra paleo-Hakka e She andò oltre la lingua, siccome i primi studi sul DNA dei moderni Hakka e dei moderni She hanno dimostrato una parentela genetica tra i gruppi, frutto di unioni matrimoniali.

### Dal proto-Hakka-She al proto-Hakka
Nel 589, la dinastia Sui riuscì a riunificare la Cina e a formare di nuovo l'impero. Questa dinastia effimera è seguita dalla dinastia Tang e Song, che formano il rinascimento cinese. L'intermezzo tra la dinastia Tang e la dinastia Song è però segnato da un'altra guerra civile causata dalla rivolta di An Lushan e Shi Siming (755-763), che causò un'altra ondata stavolta massiccia di immigrazione verso il sud. Un altro evento fu l'indebolimento e successiva caduta della dinastia Song a seguito dell'invasione dei mongoli, guidati da Gengis Khan. Il periodo di crisi che portò alla caduta della dinastia Song viene detto "Jìngkāng zhī nàn" 靖康之難. Il Jingkang zhi nan portò a un'ulteriore ondata massiccia di immigrazione verso il sud.
Questa massiccia immigrazione risalente alla fine del periodo Tang e Song ruppe l'equilibrio e l'armonia nella comunità Hakka-She: a causa della scarsità delle terre coltivabili a fronte di un numero enorme di immigrati, i nuovi immigrati venivano malvisti e diventavano bersaglio durante degli episodi di guerriglia e banditismo e viceversa. Quando gli immigrati nuovi richiedevano l'intervento del potere centrale imperiale per sedare le rivolte e guerriglia, l'impero centrale era sempre dalla parte dei nuovi arrivati e contro gli Hakka-She, che venivano bollati come barbari e soprannominati "yiliao" (夷僚) e "manliao" (蠻僚). In particolare, il sinogramma 蠻 è apertamente denigratorio siccome contiene il radicale Kangxi dell'insetto. A seguito di episodi di violenza, gli She preferirono ritirarsi nei loro villaggi e isolarsi sia dai nuovi immigrati che dal resto degli Hakka originari.
In questo contesto di separazione e di guerriglia, il proto-Hakka-She si separò in proto-Hakka e proto-She (pShe), detto anche "She comune" per parallelismo con "neo-Hakka comune"; dal proto-She derivano tutte le varietà di lingua She (畲话).
La nascita del pHak viene indicata da Coblin (2019) nel 1280, quando si era appena insediata la dinastia Yuan (khanato mongolo) dopo la fine della dinastia Song e del rinascimento cinese; al tempo, si parlava il primo mandarino.
I parlanti di pHak risiedevano nella zona montuosa tra Jiāngxī (江西), Guǎngdōng (廣東) e Fújiàn (福建) e nei suoi immediati dintorni. 
Lo She ha molti tratti in comune con l'Hakka e dei tratti in comune con le lingue austroasiatiche, ma la classificazione definitiva di questa lingua e del pre-She resta un topic controverso. Il proto-She, a causa dell'isolazionismo della comunità She, restò impermeabile a prestiti ed è piuttosto conservativo. Di contro Il pHak, a partire dal secolo successivo, ha subito l'influsso di prestiti dalle varietà cinesi del nord parlate durante la dinastia Ming e la dinastia Qing. Questi prestiti hanno formato un substrato che comunque è identificabile e la cui pronuncia storica è ricostruibile; in particolare, due vocali in pHak che si ritrovano solo nei prestiti si sono aggiunte all'inventario di vocali del pHak in questa fase storica. Durante la dinastia Ming si parlava il mandarino medio.
Il periodo del proto-Hakka è segnato dunque da guerriglie e dai primi interventi militari da parte della dinastia Ming per sedare la guerriglia locale e il banditismo. In questo periodo, entra anche nel proto-Hakka un substrato risalente al periodo Ming, dunque al mandarino medio.

### Dal proto-Hakka ai dialetti Hakka e She
Le guerre tra i nuovi immigrati e i primi Hakka vennero pacificate a seguito di numerosi interventi militari durante il periodo Ming. Questo periodo di guerriglia e interventi militari durante il periodo Ming causarono una depressione economica del sud della Cina, per cui durante il periodo Ming si registra la prima grande diaspora di Hakka dalla propria terra d'origine per cercare migliori condizioni economiche e di vita. Questa fase di depressione economica fu seguita da una ripresa economica a partire dal 1530, una ripresa breve siccome fu seguita dalla caduta della dinastia Ming nel 1644 e dall'ascesa della dinastia Qing, di origini mancesi. Questo cambio di dinastia fu segnato da una nuova fase di depressione economica, in cui si registra la seconda grande diaspora di Hakka e dalla prima grande diaspora degli She. Non tutti gli Hakka e She migrarono dalla terra di origine, comunque.
Durante questi due periodi di migrazioni, il pHak si è differenziato in tutte le sue varietà contemporanee; Coblin pone la fine del pHak intorno al 1530. Gli Hakka ricevettero il loro nome dai cinesi con cui entrarono in contatto durante le due diaspore: i cinesi li chiamavano infatti "famiglie ospiti" e la loro lingua veniva chiamata 客家话 (Kèjiāhuà), letteralmente significa "la lingua delle famiglie ospiti". Gli Hakka che non emigrarono, di contro, si riferivano a sé come "nativi", bendìrén (本地人). Gli Hakka emigrati a volte ebbero dei violenti scontri con i cinesi locali sia per le terre e risorse scarse, sia per le loro attività di disboscamento che, privando i terreni di vegetazione, portava al degrado e erosione dei suoli.
Gli She invece continuarono a essere tendenzialmente reclusivi. Nel periodo Qing, a seguito della grande diaspora She, il proto-She si è differenziato nei vari dialetti. Siccome gli She si limitavano ad avere contatti con i cinesi nativi durante le attività commerciali e emergenze, svilupparono il bilinguismo e fecero entrare un substrato lessicale nelle varietà She, substrato che comunque è riconoscibile per le caratteristiche fonetiche dei prestiti.

### L'Hakka oggi
L'Hakka è oggi parlato nel sud della Cina, lungo la costa, in un'area a est di quella abitata dai parlanti dei dialetti Yue (e.g., cantonese), derivati dal proto-Yue. Il proto-Yue, se si è formato durante la dinastia Han e se non discende dall'EMC, è più antico del proto-Hakka. Alcune sacche di parlanti di Hakka si trovano anche nell'isola di Taiwan. Il nome della lingua, 客家话 (Kèjiāhuà), letteralmente significa "la lingua delle famiglie ospiti", il che forse rimarca l'origine migratoria degli Hakka.
I dialetti Hakka, in generale, hanno in media 6 toni e, alla pari dei dialetti Yue, mostrano lo split tonale, cioè la divisione dei registri tonali in un registro acuto (yin) e un registro grave (yang). I dialetti Hakka sono conservativi siccome, a livello di macro-famiglia, preservano i tre stop consonantici senza rilascio udibile di suono a fine sillaba: *-p, *-t, *-k. Molti altri dialetti li hanno persi o li hanno leniti tramite debuccalizzazione in uno stacco glottale; viceversa, molti dialetti del sud della Cina li hanno conservati, inclusi i Minnan e gli Yue. Dopodiché, ogni dialetto Hakka ha le proprie specificità (e.g., alcuni stop a fine sillaba subiscono convergenze). I dialetti Hakka preservano in generale anche le tre code nasali di sillaba: *-m, *-n e *-ng. La ricostruzione del proto-Hakka può fornire degli utili parallelismi per ricostruire il primo cinese medio, insieme al proto-Yue, agli altri dialetti cinesi conservativi e ai prestiti sino-xenici; tuttavia, il proto-Hakka non discende direttamente dal primo cinese medio. Di contro, i dialetti Hakka mostrano un substrato di prestiti risalenti al tardo cinese medio.
Gli Hakka scrivono con i sinogrammi e il sistema di romanizzazione della pronuncia tradizionale è il Pha̍k-fa-sṳ (白話字), simile al Peh-oe-ji che però è usato per l'Hokkien. La prima pubblicazione in Phak-fa-su è "A Chinese-English dictionary: Hakka-dialect, as spoken in Kwang-tung province". Questo dizionario ebbe una gestazione di 50 anni, per cui la prima bozza rappresentava una varietà di Hakka ottocentesca. Il dizionario fu compilato a partire dal 1847 da due pastori della Società Missionaria di Basilea (Basel Evangelische Missions–Gesellschaft), il reverendo Theodore Hamberg, il reverendo Rudolf Lechler e Tai Wunkong (戴文光). La loro società aveva lo scopo di diffondere i gospel nel mondo ed era stata fondata nel 1815 in Svizzera. Quando Hamberg morì di colera nel 1854, Lechler finì il lavoro in autonomia. Il dizionario, che circolava in versione non stampata, fu usato da tutti i missionari attivi nell'area Hakka per decenni e fu revisionato dal pastore Charles Piton. Infine, venne revisionato e stampato da Donald MacIver solo nel 1905. Il dizionario, nell'ultima revisione del 1905, indica la pronuncia nella varietà Hakka del nordest, cioè all'odierna contea di Meizhou, che in passato era l'antica prefettura di Jiaying. Nel 1915, il gruppo missionario della Chiesa Battista di Inghilterra (Baptist Church of England) richiese a Murdo C. MacKenzie di revisionare il dizionario di Hakka; dopo 10 anni di revisione, in cui aggiunse nuovi termini, MacKenzie diede alle stampe la seconda edizione nel 1925-1926. Questo dizionario, scritto dai missionari con l'intento di imparare la lingua popolare locale per convertire la popolazione, ricorda l'impresa di Robert Morrison, un reverendo inglese che nel 1815 diede alle stampe il primo dizionario di cantonese scritto da un non cinese e la sua prima grammatica; questo dizionario si può usare per studiare il cantonese primo-ottocentesco e ricostruire il proto-Yue. Il dizionario dei missionari e tutti gli altri materiali da loro compilati sono stati oggetto di studio sull'Hakka ottocentesco; due importanti studi in particolare sono stati effettuati da due coppie di studiosi, Hilary Chappell insieme a Christine Lamarre (2005) e Zhuang Chusheng insieme a Huang Tingting (2014).

## Fonti per la ricostruzione
Siccome il proto-Hakka (1280-1530) è una lingua non attestata, si ricostruisce con i dati delle lingue viventi già ordinate in famiglie in base a caratteristiche linguistiche e geografiche comuni. Quindi, le prime fonti per la ricostruzione sono i dialetti Hakka, i cui dati vengono comparati. In particolare, le prime dei dialetti Hakka danno informazioni sui dialetti Hakka nella loro fase antica, prima che siano avvenute eventuali modifiche. Oggi si usano sia i dialetti Meixian (o "Moiyan"), che sono quelli più noti e mainstream, sia i dialetti minori, per esempio quelli parlati nel Jiangxi. Questi ultimi sono Hakka, ma sono parlati da persone che non si considerano Hakka e non sono mutualmente intelligibili con quelli Meixian.
La prima attestazione dell'Hakka in un'opera non cinese è in "First Lessons in Reading and Writing the Hakka Colloquial", di un autore anonimo. L'opera è stata pubblicata dai missionari di Basilea nel 1869, è scritta senza sinogrammi ed è scritta con un particolare stile calligrafico che può rendere difficile la lettura; il libro è un enorme sillabario, mentre a fine libro il font calligrafico è affiancato ai caratteri scritti in un font standard per aiutare la leggibilità. A fine libro sono presenti i numeri in Hakka ottocentesco.
La seconda è in "First book of reading in the romanised colloquial of the Hakka-Chinese in the province of Canton", detta anche Khi3 mung2 tshen3 hok5 啟蒙淺學, pubblicata nel 1879 senza sinogrammi e nel 1880 con i sinogrammi. L'opera ebbe altre ristampe successive, di cui una nel 1900.
La terza attestazione è in "Easy Sentences in the Hakka: With a Vocabulary" di James Dyer Ball, che si occupò anche di pubblicare alcune tra le opere più antiche sul dialetto cantonese. L'opera è la traduzione in Hakka di un frasario di Herbert Allen Giles ("Handbook of the Swatow Dialect") con l'autorizzazione di Giles. Da quest'opera, che non contiene sinogrammi e modulazione tonale, si può anche osservare la grammatica dell'Hakka nell'Ottocento. La prima edizione è del 1881, mentre la seconda edizione è del 1896. Una ristampa risale al 1898.
La quarta opera è "Hakka Made Easy. Pt. 1", sempre di James Dyer Ball, pubblicata nel 1896.
La quinta opera è "A Hakka Index to the Chinese-English Dictionary of Herbert A. Giles, and to the Syllabic Dictionary of Chinese of S. Wells Williams" di Donald MacIver, pubblicata nel 1904 e con i sinogrammi ordinati per radicale.
La quinta è proprio "A Chinese-English dictionary: Hakka-dialect, as spoken in Kwang-tung province" (客英大辭典), scritto e revisionato a più mani e pubblicato nel 1905; venne poi revisionato da M. C. MacKenzie e ripubblicato di nuovo nel 1926.
La sesta è "A Hakka Sillabary" di Donald MacIver, pubblicato nel 1909.
La settima è "Kleine Hakka-Grammatik", la prima grammatica completa di Hakka, commissionata dai missionari e pubblicata sempre nel 1909. Questa grammatica è stata tradotta da Christine Lamarre e Hilary Chappell in inglese.
L'ottava è "Kleines Deutsch–Hakka Wörterbuch für Anfänger", un breve dizionario in tedesco di Hakka del 1909 che è servito per la seconda edizione del dizionario revisionato da MacKenzie e commissionato dai missionari. Queste due opere in tedesco descrivono il dialetto Hakka Xin'an 新安 o "Sin-on, erano scritte con il sistema di romanizzazione Lepsius (basato sul tedesco), non contenevano i sinogrammi e contenevano diacritici per la modulazione tonale. Anche quest'opera è stata tradotta da Lamarre e Chappell.
La nona è "Dictionnaire chinois-français, dialecte hac-ka" di padre Charles de Rey. L'opera, in francese e pubblicata nel 1926, contiene anche un'introduzione che illustra i toni in Hakka ed è stata ristampata almeno una volta a Taipei.
La decima è il "Medizinisches Hakka-Lesebuch" di Kilper Lutz, un manuale scritto in sinogrammi per aiutare i medici dell'ospedale Deji (德濟醫院) a Meixian.
L'ultima opera fondamentale di Hakka antico è "Conversations Chinoises prises sur le vif avec notes grammaticales. Langage Hac-ka" sempre di Charles de Rey, pubblicata nel 1937.
Altre opere consistono invece in delle traduzioni dei vangeli e altre scritture religiose in Hakka colloquiale (e.g., il Vangelo secondo Matteo nel 1860, il Vangelo secondo Luca nel 1866 e il Libro della Genesi e dell'Esodo nel 1886).
Numerose delle opere citate finora sono state analizzate e discusse in studi centrati soprattutto sulla varietà di Hakka trattata in base alle caratteristiche fonetiche e a informazioni sugli autori (e.g., provenienza, zona di residenza e attività, educazione...).
La seconda fonte è formata dalle prime attestazioni della lingua She, che ha molti tratti in comune con l'Hakka in quanto deriverebbe da una scissione di una proto-lingua comune, il proto-Hakka-She. Tuttavia, secondo Coblin, la lingua She, la sua ricostruzione e lo studio della sua filogenesi e rapporti con il paleo-Hakka meritano uno studio a sé.
La terza fonte oggi messa parzialmente in discussione per ricostruire il pHak è il Qieyun, un rimario del 601 scritto da Lu Fayan, e la sua espansione, il Guangyun del 1008. Tale rimario era stato compilato per confezionare una lettura univoca dei caratteri usati in opere classiche cinesi; la lettura è un compromesso tra le varietà del nord e del sud, fa parte linguisticamente del primo cinese medio (EMC) e si affianca a molti altri rimari prodotti nei secoli. L'uso è comunque problematico, siccome la lingua attestata nel Qieyun è di fatto una lingua solo letteraria, ibrida e artificiale. Inoltre, il pHak non deriva direttamente dal primo cinese medio se le migrazioni sono più antiche. Infine, usare il Qieyun o un simile rimario come prima fonte per ricostruire una proto-lingua da cui nascono dialetti cinesi (e.g., il proto-Yue, da cui discende il cantonese) può portare a una ricostruzione ingessata siccome la ricostruzione deve assolutamente essere concorde in primis ai dati nel rimario. Nelle ricostruzioni moderne del proto-Yue, ad esempio, i rimari sono totalmente inutilizzati o sono utilizzati a margine per espandere le possibilità di analisi, parallelismi e ricostruzione, ma non sono più la prima fonte su cui impostare la ricostruzione e/o la fonte a cui ricondurre in modo tassativo le ricostruzioni. La fonetica del Qieyun, che viene indicata come primo cinese medio (comunque basato su un rimario e non sulla comparazione di proto-lingue), è stata ricostruita da Baxter (2011) e mostra molti dati in sintonia con la famiglia Hakka, che dimostra come questa famiglia sia molto conservativa rispetto ad altri dialetti.
Infine, un eventuale substrato Hakka in altri dialetti sotto forma di prestiti può essere utile per ricostruire informazioni sulla fonetica antica dell'Hakka, se la pronuncia del substrato è conservativa.
Qualora sia necessario ricostruire il proto-She (pShe) o She comune, di cui comunque esiste già una ricostruzione di Deng (2013), si paragonano i dati di tutte le varietà di She esistenti e viventi e, laddove presenti, le attestazioni più antiche; il lessico selezionato, se è quello quotidiano e colloquiale, permette di escludere prestiti aulici. A questi dati, si può affiancare una ricostruzione del pHak.
Da una ricostruzione del pHak e del pShe, si possono trovare i tratti comuni tra entrambe le proto-lingue e tentare una ricostruzione del proto-Hakka-She (PHS), di cui non esiste ancora una ricostruzione.
Il paleo-Hakka, se ricostruibile, dovrebbe fare uso del proto-Hakka-She (PHS) e della ricostruzione della varietà di cinese da cui discende il paleo-Hakka (cinese della dinastia Jin, periodo della dinastia Jin occidentale), se c'è un accordo sulla varietà storica da cui effettivamente discende il paleo-Hakka. Inoltre, il paleo-Hakka come stadio proto-linguistico è stato identificato grazie all'identificazione delle cosiddette "lingue paleo-Hakka", cioè dei dialetti parlati in area Hakka che hanno in parte delle caratteristiche Hakka e in parte no e che non sono classificabili come dialetti She. Tali dialetti sono già stati descritti e studiati in svariati paper di dialettologi, come Zhuang Chusheng (2008; 2017) e nella tesi di dottorato di Zhang Qian (2014a), e sono situati nel Guangdong e nel Jiangxi.

### Tabella delle fonti
| Fonte | Autore                                                                           | Anno                                |
| --- | -------------------------------------------------------------------------------- | ----------------------------------- |
| First Lessons in Reading and Writing the Hakka Colloquial                                                                           | ?                                                                                | 1869                                |
| First book of reading in the romanised colloquial of the Hakka-Chinese in the province of Canton                                    | ?                                                                                | 1879 (senza hanzi) 1880 (con hanzi) |
| Easy Sentences in the Hakka: With a Vocabulary                                                                                      | James Dyer Ball                                                                  | 1881 (1ª ed.) 1896 (2ª ed.)         |
| Hakka Made Easy. Pt. 1 | James Dyer Ball                                                                  | 1896                                |
| A Hakka Index to the Chinese-English Dictionary of Herbert A. Giles, and to the Syllabic Dictionary of Chinese of S. Wells Williams | Donald MacIver                                                                   | 1904                                |
| A Chinese-English dictionary: Hakka-dialect, as spoken in Kwang-tung province                                                       | Theodore Hamberg, Rudolf Lechler, Charles Piton; Donald MacIver; M. C. MacKenzie | 1905 (1ª ed.) 1925 (2ª ed.)         |
| A Hakka Sillabary | Donald MacIver                                                                   | 1909                                |
| Kleine Hakka-Grammatik | ?                                                                                | 1909                                |
| Kleines Deutsch–Hakka Wörterbuch für Anfänger                                                                                       | ?                                                                                | 1909                                |
| Dictionnaire chinois-français, dialecte hac-ka                                                                                      | Charles de Rey                                                                   | 1926                                |
| Medizinisches Hakka-Lesebuch | Kilper Lutz                                                                      | 1931                                |
| Conversations Chinoises prises sur le vif avec notes grammaticales. Langage Hac-ka                                                  | Charles de Rey                                                                   | 1937                                |
| (traduzioni di varie scritture religiose)                                                                                           | (Lechler et al.)                                                                 | 1860-Novecento                      |

### Sistema di trascrizione MacIver (1905)
La trascrizione dei suoni di Hakka ottocentesco nel dizionario stampato da MacIver e nella sua ristampa è basata sul seguente inventario di lettere e digrafi:
- p, t, k, ts [consonanti non aspirate e stop senza rilascio udibile di suono]
- ph, th, kh, tsh [consonanti aspirate]
- f, v, h, m, l, ng, n
- ch, chh, sh, ny [consonanti palatalo-alveolari, come tʃ-]
- a, e, i, o, u
- y-, w- [semivocali in dittonghi aperti]
- -i, -u [semivocali in dittonghi chiusi]
- "a": tono piatto, registro acuto (yin)
- "â": tono piatto, registro grave (yang)
- "á ": tono ascendente
- "à": tono discendente
- "aC": tono entrante/sfuggito, registro acuto (yin) [la -C indica un qualunque stop senza rilascio a fine sillaba]
- "áC": tono entrante/sfuggito, registro grave (yang)

## Ricostruzioni
La prima ricostruzione del pHak è di Kevin O'Connor in "Proto-Hakka" (1976), un lungo paper che è il completamento del medesimo argomento nella sua tesi di laurea magistrale. Tuttavia, la sua ricostruzione ha fatto uso solo e unicamente di pochi dialetti prestigiosi, diffusi e mainstream, per cui ha tolto tutti i dati provenienti da dialetti minori Hakka. Questo set di dati ridotto non ha permesso l'individuazione di molti nuclei di sillaba. O'Connor comunque non poteva disporre di numerosi dati sui dialetti Hakka e She estratti con ricerche sul campo che sono stati pubblicati solo negli anni successivi. Il secondo Novecento è stato anche il periodo storico in cui sono state effettuate delle ricerche sul campo per studiare i vari dialetti cantonesi; con questi dati, sono state effettuate le prime ricerche non sistematiche sul proto-Yue (pYue). In parallelo Jerry Norman, il maestro di O'Connor, aveva ricostruito nel 1974 il proto-Min (pMin), che è una fonte fondamentale nella ricostruzione del cinese antico. Pertanto, le ricerche di dialettologia sulla famiglia Hakka, Yue, Min e sulla loro origine sono accomunate da un trend storico nella sinologia.
La seconda ricostruzione è di Weldon Coblin in "Common Neo-Hakka: A Comparative Reconstruction" (2019). Coblin è anche noto per avere ricostruito la fonologia del cinese degli Han orientali attraverso le glosse nei commentari del periodo degli Han orientali. La ricostruzione del pHak di Coblin fa uso di un corpus maggiore di dati, che include anche i dialetti minori Hakka parlati nel Jiangxi. Coblin comunque non ricostruisce né il paleo-Hakka né il proto-Hakka-She.
In totale, Coblin ha usato 27 dialetti: Méixiàn 梅縣 (MX), Hǎilù 海陸 (HL), Sìxiàn 四縣 (SX), Lùfēng 陸豐 (LF), Lìzhīzhuāng 荔枝莊 (LZ), Song Him Tong/Chóngqiāntáng 崇謙堂 (SHT), Héyuán 河源 (HY), Xìnyí sīhè 信宜思賀 (XY), Diànbái 電白 (DB), Yílǒng 儀隴 (YL), Xīchāng 西昌 (XC), Chángtīng 長汀 (CT), Wǔpíng Píngchuān 武平平川 (WP), Yǒngdìng 永定 (YD), Shàngháng 上杭 (SH), Liánchéng-1 e 2 連城 (LC1, LC2), Nánkāng 南康 (NK), Ānyuǎn 安遠 (AY), Shàngyóu-Shèxīxiāng 上猶社溪鄉 (SY), Xiūshuǐ-Huángshāqiáo 修水黃沙橋 (XS), Quánnán Chéngxiāngzhèn 全南城廂鎮 (QN), Níngdū-1, 2 e 3寧都梅江鎮 (ND1, ND2, ND3). L'ultimo set di dati, "BMH", deriva proprio dall'attestazione dell'Hakka nel dizionario dei missionari di Basilea ristampato nel 1926, arricchito dagli studi su tali materiali; Coblin ha optato per la ristampa siccome è la versione più corretta e espansa. In un punto dell'opera, cita dei dati da una ricerca di Henne del dialetto Hakka di Sathewkok o "Shataukok" (沙頭角), una zona di Hong Kong. Tolto questo set e il Lùfēng (studiato e attestato nel 1897), gli studi su tali dialetti usati da Coblin vanno dal 1957 al 2012.
Tra la prima e la seconda ricostruzione, si colloca la ricostruzione del proto-She (pShe), effettuata da Deng Xiaoling nella sua tesi di dottorato nel 2013.

## Ricostruzione (Coblin, 2019)
La ricostruzione sistematica di Coblin (2019) fa un largo uso dell'IPA in gran parte dei suoni ricostruiti. Il suo metodo di trascrizione riprende quello di O'Connor nella sua ricostruzione del pHak e usa l'apostrofo per segnalare le consonanti aspirate per rendere la digitazione più semplice. Il caron/spuntone sopra la consonante indica che è palatale. Una differenza tra la trascrizione Coblin e la trascrizione O'Connor è la *ň, che da O'Connor viene trascritta come *ȵ.

### Consonanti iniziali
Le tre consonanti *p-, *t-, *k- distinguevano tra una versione non aspirata e una aspirata, in cui l'aspirazione ha valore contrastivo.
Le consonanti retroflesse presente in EMC e nel cinese degli Han orientali sono andate perdute insieme allo stacco glottale/colpo di glottide a inizio sillaba. Le sillabe che iniziano senza consonante, secondo (anche) il linguaggio di Coblin, iniziano con l'iniziale-zero (initial zero, zero-onset), rappresentata con il simbolo in logica dell'insieme vuoto, Ø-. Le retroflesse attestate nei dialetti contemporanei sono influsso del cinese mandarino.
Esattamente come in proto-Yue, si nota anche una sonante, la */ŋ̩/, che in proto-Yue è nata da una caduta del nucleo vocalico di sillaba.
Coblin pertanto ricostruisce le seguenti consonanti iniziali; gli apostrofi indicano l'aspirazione. Di ogni suono, è offerta qualche spiegazione e i riflessi nei dialetti Hakka moderni in caso di divergenze o particolarità:
| pHak     | Hakka ottocentesco e moderno |
| -------- | --- |
| *Ø-      | Lo stacco glottale /ʔ/ a inizio sillaba, ricostruito nelle varietà più antiche di cinese, è andato perduto in pHak e di conseguenza è assente in ogni dialetto eccetto in Anyuan, ma la presenza in questo dialetto di questo suono deriva dalle abitudini di trascrizione dei diversi dialettologi o dal fatto che l'inserimento a inizio sillaba (protesi) dello stacco glottale è una variazione libera e individuale di ogni singolo parlante. Qualora la pronuncia mostri un suono completamente estraneo come /z/ e /ʒ/, si tratta di un'altra protesi. |
| *p-      | Rimane invariata in ogni dialetto; talvolta la pronuncia oscilla con /f/, presumibilmente a seguito di un'antica lenizione (tra il primo cinese medio e il tardo cinese medio si registra una lenizione simile, da *pj- a *pf-) che si è poi cristallizzata in primo mandarino nel lessico letterario. L'oscillazione in /f/, che viene già ricostruita con *f-, deriva dunque dall'uso della pronuncia letteraria. Da questo suono, è dunque possibile individuare un primo substrato lessicale in pHak: il pHak infatti è una proto-lingua multistrato e non monostrato, cosa che non fu notata da O'Connor. Questo stesso identico fenomeno è presente in pShe. |
| *p'-     | Rimane invariata in ogni dialetto; talvolta la pronuncia oscilla con /f/. |
| *t-      | Rimane invariata in ogni dialetto. |
| *t'-     | Rimane invariata in ogni dialetto. |
| *k-      | Rimane invariata in ogni dialetto. In alcuni dialetti, la sillaba *ki e *ki- si palatalizzano in /tɕi/- o ha un simile esito (/t͡ʃi/- e, nei dialetti di Ningdu 1 e 2, quasi sempre /t͡si/-), ma nelle scritture dei missionari e in Meixian non si palatalizza. |
| *k'-     | Rimane invariata in ogni dialetto in gran parte dei casi. In altri casi, in dei dialetti il suono si lenisce e debuccalizza in un'aspirazione sorda /h/, per cui sono ricostruite due versioni in pHak: una con *k'- e l'altra con *h-. In alcuni dialetti, la sillaba *k'i e *k'i- si palatalizzano in /tɕʰi/- o ha un simile esito (/t͡ʃʰi/- e, nei dialetti di Ningdu 1 e 2, quasi sempre /t͡sʰi/-), ma nelle scritture dei missionari e in Meixian non si palatalizza. |
| *ts-     | Rimane invariata in ogni dialetto tranne in Lizhizhuang, dove muta in /tʃ/. In Yilong (parlanti giovani) e Xichang, nel Sichuan, talvolta oscilla in un suono retroflesso sordo per influenza del cinese mandarino e dei dialetti settentrionali del Sichuan. In taluni dialetti, *tsi e *tsi- si palatalizzano in /t͡ɕ/-. Simili palatalizzazioni occorrono anche in altre sillabe nel medesimo contesto vocalico, la le pronunce registrate nelle scritture dei missionari mostrano solitamente come il suono in origine non era palatalizzato. |
| *ts'-    | Rimane invariata in ogni dialetto tranne in Lizhizhuang, dove muta in /tʃʰ/. In Yilong (parlanti giovani) e Xichang, nel Sichuan, talvolta oscilla in un suono retroflesso aspirato sordo per influenza del cinese mandarino e dei dialetti settentrionali del Sichuan. In taluni dialetti, *tsi e *tsi- si palatalizzano in /t͡ɕʰ/-. |
| *tš-     | In numerosi dialetti converge già anticamente con *ts- o si retroflette in un suono retroflesso sordo. I dialetti che preservano il suono originale sono HL, SX, LF, LZ e entrambi gli LC. Ma soprattutto, i testi prodotti dai missionari mostrano la pronuncia originale. In Wuping, la sillaba *tšiu per rinforzo articolatorio muta in /tu/. In Liancheng, *tšuon, *tšue, *tšiui si velarizzano in /k/. |
| *tš'-    | In numerosi dialetti converge già anticamente con *ts'- o si retroflette in un suono retroflesso aspirato. Tra i dialetti conservativi, si trovano le attestazioni nei testi prodotti dai missionari. In Wuping, la sillaba *tš'iu per rinforzo articolario muta in /tʰu/. In Liancheng, *tš'uon, *tš'ue, *tš'iui si velarizzano in /kʰ/. |
| *l-      | Rimane invariata in ogni dialetto eccetto in Yilong e Xichang, dove muta in /n/. La sillaba pHak *li(C) nei vari dialetti muta talvolta in /ti(C)/; laddove la sillaba originale resta inalterata, la pronuncia originale fa parte del substrato letterario. |
| *m-      | Rimane invariata in ogni dialetto eccetto in Lizhizhuang, in cui diventa una consonane prenasalizzata /ᵐb/; la prenasalizzazione si assimila alla consonante successiva. Talvolta (ma non nelle scritture dei missionari e raramente in Meixian) la pronuncia oscilla con /v/, che deriva da un substrato che risale al tardo cinese medio o al primo mandarino; per parallelismo, la *mj- del primo cinese medio si era lenita in un suono labiodentale *ɱ- in tardo cinese medio, da cui deriva la /b/ nei prestiti cinesi in giapponese (e.g. wén > bun 文). La lenizione si è poi sviluppata nel moderno w- in putonghua. |
| *n-      | Rimane invariata in ogni dialetto eccetto in Lizhizhuang e Yongding, in cui muta in /l/. |
| *ň- (*ŋ̩) | In numerosi dialetti, muta in /n/, mentre in alcuni rimane il suono originale (e.g., solitamente nelle scritture dei missionari e in Meixian); in LZ muta in /ᵑɡ/ e in SH subisce un'aferesi, cioè una caduta di suono a inizio sillaba. Questo suono in ogni sillaba di ogni dialetto Hakka è sempre seguita da /i/. Sporadicamente, la comparazione offre un quadro solo in apparenza caotico: a volte la vocale /i/ si perde e tutto il suono muta in una sonante, /n̩/, in altri dialetti la consonante in più si velarizza in /ŋ̩/ e in altri dialetti ancora si nota solo una vocale, /ə/; tali pronunce a loro volta oscillano in dei casi con una pronuncia che inizia in /n/. Il quadro ingarbugliato viene sbrogliato se si prendono in considerazione tre substrati: la pronuncia colloquiale originale *ŋ̩, una pronuncia letteraria con *ň- e un prestito presumibilmente dai dialetti meridionali *ɚ (vocale roticizzata). Nella ricostruzione di Kevin O'Connor, il suono era sdoppiato in ȵ1 e ȵ2 in base ai riflessi che ha osservato nel suo (esiguo) corpus di dialetti Hakka. Coblin invece ricostruisce un unico suono, da cui deriva ogni riflesso, grazie a una maggiore quantità di dati. |
| *ŋ-      | Rimane invariata in ogni dialetto in presenza di vocali posteriori e centrali, ovvero non anteriori; l'unico dialetto in cui subisce una leggera mutazione, forse per rinforzo articolario, è LZ, in cui muta in /ᵑɡ/ prenasalizzato. La sillaba *ŋi e *ŋi-, già in pHak la pronuncia oscillava tra una versione non palatalizzata che ricalca la pronuncia più arcaica e una palatalizzata *ňi. In casi sporadici, in alcuni dialetti (ma non nelle scritture dei missionari e in Meixian) muta in /v/, il che porta a una seconda ricostruzione alternativa con *v-. Probabilmente, la *v- deriva da un substrato più tardo, nel momento in cui *ŋ- era caduta da alcune sillabe. |
| *f-      | Rimane invariata in ogni dialetto eccetto in Yilong, in cui diventa un'aspirazione glottale sorda /h/ per debuccalizzazione. Questa mutazione sarebbe dovuta all'influenza del cinese mandarino e dunque di una mandarinizzazione del dialetto Yilong. La seconda eccezione è il dialetto di Heyuan, in cui *f- muta in /h/ ma solo davanti alla vocale /u/ e in modo regolare. |
| *v-      | Rimane invariata in ogni dialetto di fronte a vocali aperte e/o basse, eccetto in Yilong, dove muta in semivocale /w/ sempre per mandarinizzazione, e in qualche altro caso sporadico |
| *s-      | Rimane invariata in ogni dialetto tranne in Dianbai, in cui muta in un suono laterale sordo /ɬ/. Nei dialetti Hakka del Sichuan, per influenza dei dialetti nordici sichuanesi, muta spesso (ma non sempre) in un suono retroflesso sordo. Straordinariamente, il dialetto Yilong non mostra alcuna retroflessione per cui è conservativo. In alcuni dialetti, *si e *si- si palatalizzano in /ɕi/-. Quando la pronuncia oscilla tra due suoni, oscilla in /ts/ e questa oscillazione viene già ricostruita in pHak con *ts-. |
| *š-      | Rimane invariata in alcuni dialetti (tra cui le scritture dei missionari), mentre in altri muta in /s/ (e.g., Meixian) e raramente si retroflette. In Wuping *šiu si labiodentalizza in /fu/: il suono cioè diventa labiodentale. Anche i due dialetti Liancheng mostrano una labiodentalizzazione. |
| *h-      | Rimane invariata in ogni dialetto tranne in Wuping, in cui diventa un suono fricativo velare /x/ per rinforzo articolatorio e buccalizzazione (il contrario della debuccalizzazione). La sillaba *hi e *hi-, in svariati dialetti, si palatalizza in /ɕi/ o ha un simile esito in /ʃi/. La sillaba *hu-, cioè con la semivocale *-u- in posizione mediale, labiodentalizza la consonante originale in /fw/-, ma il suono originale resta preservato nei dialetti NK, AY, SY; le scritture dei missionari e il Meixian riportano invece /f/. Solo quando tutti i dialetti danno come riflesso/esito /fw-/, allora la pronuncia già in pHak era *fu-. O'Connor, in base al suo corpus di dati esiguo, aveva erroneamente ricostruito *fu- a priori. Quando in numerosi dialetti il riflesso oscilla tra /f/ e /v/, la ricostruzione mostra già un'oscillazione tra *f- e *v-. |
| *ŋ̩       | Deriva dalla pronuncia colloquiale di sillabe che in origine o nel substrato letterario arcaico sono *ňi: la /ɲ/ si è velarizzata e il nucleo di sillaba /i/ è caduto, per cui l'intera sillaba è mutata in una sonante. |

### Consonanti finali
Coblin ricostruisce le seguenti consonanti in coda di sillaba, che corrispondono alle finali del proto-Yue e dunque di gran parte dei dialetti Yue e di altre famiglie dialettali conservative:
| PHak | IPA   | Hakka moderno |
| ---- | ----- | --- |
| *-p  | *-/p̚/ | In alcuni dialetti, incluse le scritture dei missionari e il Meixian, si conserva; in altri dialetti, si lenisce e debuccalizza in uno stacco glottale a fine sillaba. Si trova sempre con il tono entrante fin dal pHak. |
| *-t  | *-/t̚/ | In alcuni dialetti, incluse le scritture dei missionari e il Meixian, si conserva; in altri dialetti, si lenisce e debuccalizza in uno stacco glottale a fine sillaba. Si trova sempre con il tono entrante fin dal pHak. |
| *-k  | *-/k̚/ | In alcuni dialetti, incluse le scritture dei missionari e il Meixian, si conserva; in altri dialetti, si lenisce e debuccalizza in uno stacco glottale a fine sillaba. Si trova sempre con il tono entrante fin dal pHak. |
| *-n  | *-/n/ | Rimane invariata in gran parte dei dialetti, incluse le scritture dei missionari e il Meixian. In qualche dialetto, cade (apocope) e nasalizza la vocale precedente. In Wuping, muta in -ŋ. |
| *-m  | *-/m/ | In alcuni dialetti, incluse le scritture dei missionari e il Meixian, si conserva; in altri dialetti, muta in -n per dissimilazione, mentre in altri dialetti cade per apocope e nasalizza la vocale precedente. |
| *-ng | *-/ŋ/ | Rimane invariata in gran parte dei dialetti, incluse le scritture dei missionari e il Meixian; in qualche dialetto, cade per apocope e nasalizza la vocale precedente. L'eccezione è la combinazione finale *-iŋ: anche nelle scritture dei missionari e in Meixian, muta in /en/, presumibilmente per effetto della vocale /i/. Ma in WP, LC1 e 2, NK e AY, resta la consonante finale velare. |

### Vocali e semivocali
Coblin ricostruisce le seguenti vocali, di cui però non ricostruisce una pronuncia esatta, e le possibili combinazioni con le code di sillaba (solo le combinazioni **-um e **-up non sono possibili). La vocale indicata con la schwa/vocale neutra e la vocale roticizzata (pronunciata grossomodo come "bird" nell'inglese statunitense) si ritrova solo in prestiti derivati dal cinese del nord, risalenti alla dinastia Ming e dinastia Qing. Per cui, questi prestiti sono un substrato che non risale alle fasi antiche del pHak:
| pHak | Combinazioni possibili             |
| ---- | ---------------------------------- |
| *a   | *-am, *-an, *-aŋ; *-ap, *-at, *-ak |
| *e   | *-em, *-en, *-eŋ; *-ep, *-et, *-ek |
| *i   | *-im, *-in, *-iŋ; *-ip, *-it, *-k  |
| *o   | *-om, *-on, *-oŋ; *-op, *-ot, *ok  |
| *u   | *-un, *-uŋ; *-ut, *-uk             |
| *ɨ   | - - -                              |
| *ə   | - - -                              |
| *ɚ   | - - -                              |

La vocale *ə si trova in una sola sillaba, *lə (e.g. 而), che è sempre un prestito; questa sillaba sarebbe il riadattamento della sillaba originaria *ɻə (trascrivibile anche come *rʅ), che non poteva esistere prima del primo mandarino (dinastia Yuan), e si trova attestata nel dizionario portoghese-cinese di Michele Ruggieri e Matteo Ricci come "gi" /ʐi/. Questa vocale ha numerosi riflessi nei dialetti moderni e in Meixian tendenzialmente muta in /i/.
La vocale *ɚ (e.g., 爾) si trova solo e unicamente come sillaba già completa e a sé ed è sempre un prestito.
Oltre a queste vocali, ricostruisce due semivocali, *i- e *u-, che formano dei dittonghi e un numero minore di trittonghi. I dittonghi aperti ricostruiti sono *ia, *ie, *io, *iu, *ua, *ue, *uo; i dittonghi chiusi sono *ei, *ui, *au, *eu, *ou.
La vocale con i riflessi più irregolari è la *u all'interno del dittongo *iu: in alcuni dialetti, questo dittongo tende a ridursi nella vocale procheila/arrotondata /y/, mentre in altri dialetti muta in /i/ forse a causa di una perdita dell'arrotondamento delle labbra di una */y/. La /i/ si ritrova nelle scritture dei missionari e in Meixian, ma il Ningdu 1 e 3 preservano /ju/.
La *e in alcuni dialetti, probabilmente a seguito di defonologizzazione, si riduce in /ɿ/, che è l'analogo della -i in putonghua nelle sillabe "zhi, chi, shi, ri, zi, ci, si"; in corrispondenza di consonanti iniziali retroflesse, la vocale si retroflette in /ʅ/. Tuttavia, questi segni usati nell'IPA degli studi di sinologia e dialettologia sinitica non sono parte dell'IPA generale. In putonghua, inoltre, la -i nei casi menzionati sopra viene trascritta come /ɨ/ e pronunciata come tale o come una vocale neutra /ə/.
In alternativa, la /ɿ/ è il riflesso diretto dello stesso suono in pHak, *ɨ. Ma il suono non ammette nessuna coda di sillaba e si trova in vocaboli di registro aulico.

### Toni
Il sistema tonale del pHak, alla pari del proto-Yue e dell'EMC ricostruito in base al Qieyun e al Guangyun, è basato su una distinzione in 4 toni: tono piatto, tono ascendente, tono discendente e tono entrante (ovvero "ping, shang, qu, ru"). Il primo è un'intonazione piatta con leggero allungamento vocalico e il quarto è semplicemente un'intonazione breve e sfuggita della vocale in quanto è affiancata a uno stop senza rilascio udibile di suono *-p, *-t, *-k.
Insieme al proto-Yue, il pHak mostra anch'esso il fenomeno dello split tonale, cioè la divisione dei toni in un registro acuto (yin) e in un registro più caldo e grave (yang). Sono possibili tutte le combinazioni eccetto lo yang shang, ovvero il tono crescente dal registro grave; pertanto il pHak ha 7 toni. Coblin non è riuscito a ricostruire l'esatto andamento dei toni a causa ell'enorme varietà di registri nei vari dialetti discendenti dal pHak, differentemente dal proto-Yue.
I toni sono indicati nella ricostruzione in modo ordinato con i numeri da 1 a 8 (di cui il numero 4 in disuso), corrispondono con la ricostruzione di O'Connor e sono dunque:
1: Yin ping
2: Yang ping
3: Yin shang
4: - - - (lo Yang shang è saltato perché impossibile)
5: Yin qu
6: Yang qu (il Meixian ha perso questo tono; è assente anche nelle scritture dei missionari. Per esempio, è ancora preservato nel dialetto di Hailu, Lufeng e Heyuan)
7: Yin ru
8: Yang ru
In alcuni caratteri, una sillaba oscilla tra due pronunce con due diversi toni; in taluni casi, l'oscillazione deriva da un substrato, per cui una lettura è letteraria e conservativa, mentre l'altra lettura è colloquiale. Alcune differenze tonali tra i dialetti Hakka contemporanei sono spiegabili in termini di prestiti linguistici da dialetti vicini, in cui i caratteri avevano una flessione tonale differente rispetto al pHak; altrimenti, le differenze derivano da convergenze di toni in determinate circostanze (e.g., nel dialetto di Anyuan, le sillabe con l'antico 7° tono e lo stop *-p e *-t mutano in 3° tono).
L'antico tono entrante resta preservato dai dialetti che non hanno completamente perso i tre stop senza rilascio di suono *-p, *-t, *-k; di contro, quelli che li hanno preservati o che li hanno leniti tramite debuccalizzazione preservano il tono entrante, alla pari del cinese mandarino: tutti e tre gli stop si sono leniti, ma ha preservato la categoria del tono entrante. Alcuni dialetti senza tutti e 7 i toni del pHak hanno subito delle convergenze tra toni totali proprio a causa della caduta totale per apocope degli stop in coda di sillaba (e.g., nel dialetto di Shangyou, l'antico 7° tono si è dunque fuso con il 5° tono).